# Communauté de communes Ackerland

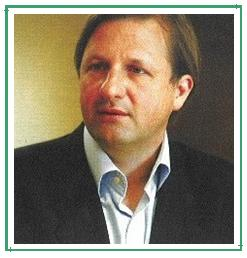
Sylvain Waserman, Président de la Communauté de Communes Ackerland depuis 2008.

La communauté de communes Ackerland est une ancienne communauté de communes française, située dans le département du Bas-Rhin.

## Historique
Elle a été créée le 16 décembre 1999 ; son siège est à Ittenheim.
Elle a été intégrée à la communauté de communes du Kochersberg le 21 novembre 2012 avec une date d'effet au 1er janvier 2013.

## Composition
Elle était composée à sa disparition des communes suivantes :
1. Furdenheim
2. Handschuheim
3. Hurtigheim
4. Ittenheim
5. Quatzenheim

### Sources
- le splaf
- la base aspic